# Мегран Бархордарі
Мегран Бархордарі (перс. مهران برخورداری, нар. 26 липня 2000, Казвін, Іран) — іранський тхеквондист, срібний призер Олімпійських ігор 2024 року.

## Виступи на Олімпіадах
| Олімпіада  | Дисципліна | Місце |
| ---------- | ---------- | ----- |
| Париж 2024 | до 80 кг   | 2     |